# Hurtigløb på skøjter under vinter-OL 2018
Hurtigløb på skøjter under vinter-OL 2018 afholdes i Gangneung Oval, Gangneung i perioden 10. og 24. februar 2018. Der vil blive konkurreret i 14 discipliner, og for første gang er massestart med på programmet, hvor Danmark har tre deltagere med.

## Konkurrenceprogram
Konkurrenceprogrammet er opført i det nedenstående skema med link til de enkelte konkurrencer. 
| Måned  | Februar 2018 | Februar 2018 | Februar 2018 | Februar 2018 | Februar 2018 | Februar 2018 | Februar 2018 | Februar 2018 | Februar 2018 | Februar 2018 | Februar 2018 | Februar 2018 | Februar 2018 | Februar 2018 | Februar 2018 | Februar 2018 | Februar 2018 | Februar 2018 |
| Dag    | Tors         | Fre          | Lør          | Søn          | Man          | Tirs         | Ons          | Tors         | Fre          | Lør          | Søn          | Man          | Tirs         | Ons          | Tors         | Fre          | Lør          | Søn          |
| Dato   | 8.           | 9.           | 10.          | 11.          | 12.          | 13.          | 14.          | 15.          | 16.          | 17.          | 18.          | 19.          | 20.          | 21.          | 22.          | 23.          | 24.          | 25.          |
| ------ | ------------ | ------------ | ------------ | ------------ | ------------ | ------------ | ------------ | ------------ | ------------ | ------------ | ------------ | ------------ | ------------ | ------------ | ------------ | ------------ | ------------ | ------------ |
| Herrer |              |              |              | ●            |              | ●            |              | ●            |              |              | H            | ●            |              | ●            |              | ●            | ●            |              |
| Damer  |              |              | ●            |              | ●            |              | ●            |              | ●            |              | ●            | H            |              | ●            |              |              | ●            |              |

## Medaljer
| 500 meter Herrer    | Norge · Håvard Holmefjord Lorentzen                                 | Sydkorea · Cha Min-kyu                                      | Kina · Gao Tingyu                                       |  |  |  |
| 1.000 meter Herrer  | Holland · Kjeld Nuis                                                | Norge · Håvard Holmefjord Lorentzen                         | Sydkorea · Kim Tae-yun                                  |  |  |  |
| 1.500 meter Herrer  | Holland · Kjeld Nuis                                                | Holland · Patrick Roest                                     | Sydkorea · Kim Min-seok                                 |  |  |  |
| 5.000 meter Herrer  | Holland · Sven Kramer                                               | Canada · Ted-Jan Bloemen                                    | Norge · Sverre Lunde Pedersen                           |  |  |  |
| 10.000 meter Herrer | Canada · Ted-Jan Bloemen                                            | Holland · Jorrit Bergsma                                    | Italien · Nicola Tumolero                               |  |  |  |
| Massestart Herrer   | Sydkorea · Lee Seung-hoon                                           | Belgien · Bart Swings                                       | Holland · Koen Verweij                                  |  |  |  |
| Holdløb Herrer      | Norge · Håvard Bøkko · Simen Spieler Nilsen · Sverre Lunde Pedersen | Sydkorea · Chung Jae-won · Kim Min-seok · Lee Seung-hoon    | Holland · Jan Blokhuijsen · Sven Kramer · Patrick Roest |  |  |  |
|                     |                                                                     |                                                             |                                                         |  |  |  |
| 500 meter Damer     | Japan · Nao Kodaira                                                 | Sydkorea · Lee Sang-hwa                                     | Tjekkiet · Karolína Erbanová                            |  |  |  |
| 1.000 meter Damer   | Holland · Jorien ter Mors                                           | Japan · Nao Kodaira                                         | Japan · Miho Takagi                                     |  |  |  |
| 1.500 meter Damer   | Holland · Ireen Wüst                                                | Japan · Miho Takagi                                         | Holland · Marrit Leenstra                               |  |  |  |
| 3.000 meter Damer   | Holland · Carlijn Achtereekte                                       | Holland · Ireen Wüst                                        | Holland · Antoinette de Jong                            |  |  |  |
| 5.000 meter Damer   | Holland · Esmee Visser                                              | Tjekkiet · Martina Sáblíková                                | Olympiske atleter fra Rusland · Natalya Voronina        |  |  |  |
| Massestart Damer    | Japan · Nana Takagi                                                 | Sydkorea · Kim Bo-reum                                      | Holland · Irene Schouten                                |  |  |  |
| Holdløb Damer       | Japan · Ayano Sato · Miho Takagi · Nana Takagi                      | Holland · Antoinette de Jong · Marrit Leenstra · Ireen Wüst | USA · Heather Bergsma · Brittany Bowe · Mia Manganello  |  |  |  |

### Medaljeoversigt
| Hurtigløb på skøjter          | Guld | Sølv | Bronze | Total |
| Holland                       | 7    | 4    | 5      | 16    |
| Japan                         | 3    | 2    | 1      | 6     |
| Norge                         | 2    | 1    | 1      | 4     |
| Sydkorea                      | 1    | 4    | 2      | 7     |
| Canada                        | 1    | 1    | 0      | 2     |
| Tjekkiet                      | 0    | 1    | 1      | 2     |
| Belgien                       | 0    | 1    | 0      | 1     |
| Olympiske atleter fra Rusland | 0    | 0    | 1      | 1     |
| Italien                       | 0    | 0    | 1      | 1     |
| Kina                          | 0    | 0    | 1      | 1     |
| USA                           | 0    | 0    | 1      | 1     |

## Eksterne Henvisninger
- Hurtigløb på skøjter Arkiveret 11. december 2017 hos  Wayback Machine på pyeongchang2018.com
- Speed Skating / Calendar of Events / Olympic Winter Games 2018 Arkiveret 8. marts 2017 hos  Wayback Machine på isu.org